# Elección para alcalde de Macasar de 2018
La elección para alcalde de Macasar de 2018 se llevó a cabo el 27 de junio de 2018 como parte de las elecciones locales simultáneas. Se realizó para elegir al alcalde de Macasar y al vicealcalde.
Munafri Arifuddin, quien contó con el respaldo de 10 de los 11 partidos políticos en el Consejo Regional del Pueblo de la ciudad, fue el único candidato en una elección sin competencia. El alcalde en funciones, Mohammad Ramdhan Pomanto, se registró inicialmente para postular a un segundo mandato como candidato independiente, pero su candidatura fue posteriormente revocada por una decisión de la Corte Suprema.
A pesar de presentarse como candidato único, Arifuddin, quien era director ejecutivo del club de fútbol local PSM Makassar y sobrino del entonces vicepresidente de Indonesia, Jusuf Kalla, perdió la votación frente a una papeleta en blanco (kotak kosong), lo que obligó a repetir la elección en 2020 y a que el Ministerio del Interior nombrara a un alcalde interino.Aunque se presentó una demanda ante la Corte Constitucional, la apelación fue rechazada, convirtiendo a esta elección en la primera en la historia electoral de Indonesia en la que ganó una papeleta en blanco.

## Cronología
La Comisión de Elecciones Generales (Komis Pemilihan Umum, KPU) estableció un padrón electoral provisional de 862,731 votantes en marzo de 2018, distribuidos en 15 subdistritos.Los votantes emitieron su voto en 2,765 mesas electorales. Se asignó un presupuesto de 60 mil millones de rupias (4.35 millones de dólares estadounidenses) para la elección, de los cuales 16.4 mil millones provinieron del presupuesto de 2017 y el resto del ejercicio fiscal de 2018.La inscripción de candidatos respaldados por partidos se abrió entre el 8 y el 10 de enero de 2018, mientras que los candidatos independientes debían registrarse entre el 22 y el 26 de noviembre de 2017.El periodo de campaña fue del 15 de febrero al 24 de junio, con un silencio electoral de tres días antes de la votación del 27 de junio.La votación se realizó bajo el sistema de escrutinio mayoritario uninominal.
Los candidatos recibieron sus números en la papeleta el 13 de febrero de 2018.

## Candidatos
Munafri Arifuddin, miembro de Golkary sobrino del entonces vicepresidente Jusuf Kalla,contó con el apoyo de 10 partidos.También director ejecutivo del club de fútbol PSM Makassar, había prometido mantener ese cargo si era elegido.Su compañera de fórmula, Rachmatika Dewi, era vicepresidenta del consejo municipal y líder de Nasdem en Macasar.
Aunque inicialmente contó con el respaldo de algunos partidos políticos, Mohammad Ramdhan Pomanto se inscribió ante la KPU como candidato independiente, tras haber reunido 117,492 copias válidas de documentos de identidad, superando las aproximadamente 65,000 requeridas para un candidato independiente.El Partido Democrático fue el único partido representado en el Consejo del Pueblo que lo apoyó oficialmente. Otros partidos declararon su apoyo inicial, pero luego se retiraron.Su compañera de fórmula, Indira Mulyasari, era vicepresidenta del consejo municipal, aunque renunció para participar en la elección.
En febrero, la fórmula Munafri-Dewi demandó a la KPU local para anular la candidatura de Pomanto, alegando un caso en el que Pomanto distribuyó teléfonos inteligentes mientras ejercía como alcalde de la ciudad.La Corte Superior de Asuntos Administrativos de Sulawesi del Sur (Pengadilan Tinggi Tata Usaha Negara) ordenó el 21 de marzo a la KPU cancelar la candidatura de Pomanto.El organismo electoral llevó entonces el caso ante la Corte Suprema,la cual ratificó la decisión del PT TUN. Pomanto declaró que continuaría defendiendo su caso por la vía legal.Sin embargo, la comisión electoral decidió descalificarlo tras una reunión a puerta cerrada,convirtiendo la elección en una contienda sin competencia. No obstante, Arifuddin aún debía obtener la mayoría de los votos (los electores podían votar por una papeleta en blanco), o las elecciones serían repetidas en 2020.

## Encuesta

### Después de las nominaciones
| Encuestadora            | Fecha                 | Tamaño de muestra | Resultados                                                  |
| ----------------------- | --------------------- | ----------------- | ----------------------------------------------------------- |
| Celebes Research Center | 1–14 de marzo de 2018 | 1,000             | Mohammad Ramdhan Pomanto (71.8%), Munafri Afiruddin (18.8%) |

## Resultados

### Conteo rápido
| Encuestadora                                  | Munafri-Dewi | Ninguna de las anteriores |
| --------------------------------------------- | ------------ | ------------------------- |
| CRC (enlace roto disponible en este archivo). | 46.51        | 53.49                     |

### Oficial
| Votos por subdistrito | Munafri-Dewi | Munafri-Dewi | Ninguna de las anteriores | Ninguna de las anteriores |
| Votos por subdistrito | Votes        | %            | Votes                     | %                         |
| --------------------- | ------------ | ------------ | ------------------------- | ------------------------- |
| Tamalate              | 33,817       | 50.2         | 33,541                    | 49.8                      |
| Tamalanrea            | 16,912       | 44.45        | 21,138                    | 55.55                     |
| Ujung Tanah           | 7,362        | 46.95        | 8,317                     | 53.05                     |
| Sangkarrang           | 3,261        | 47.22        | 3,645                     | 52.78                     |
| Manggala              | 30,384       | 52.37        | 27,631                    | 47.63                     |
| Tallo                 | 26,297       | 47.45        | 29,122                    | 52.55                     |
| Panakkukang           | 25,069       | 44.63        | 31,108                    | 55.37                     |
| Makassar              | 13,654       | 39.31        | 21,081                    | 60.69                     |
| Biringkanayya         | 36,092       | 47.86        | 39,320                    | 52.14                     |
| Ujung Pandang         | 3,822        | 34.31        | 7,319                     | 65.69                     |
| Mariso                | 11,566       | 47.38        | 12,845                    | 52.62                     |
| Wajo                  | 4,695        | 37.12        | 7,954                     | 62.88                     |
| Rappocini             | 27,503       | 47.49        | 30,408                    | 52.51                     |
| Bontoala              | 8,598        | 46.16        | 10,029                    | 53.84                     |
| Mamajang              | 10,923       | 44.71        | 13,509                    | 55.29                     |
| Total                 | 259,955      | 46.68        | 296,967                   | 53.32                     |

## Consecuencias
Tras el anuncio de los resultados, el equipo de campaña de Munafri-Dewi presentó una demanda ante la Corte Constitucional, alegando “fraude estructurado, sistemático y masivo”, acusando a Pomanto de haber intervenido a favor de la opción de “ninguna de las anteriores” en su calidad de alcalde y exigiendo que se anulara dicha opción o columna vacía.El 10 de agosto, el tribunal falló en contra de la apelación, otorgando así la “victoria” a la opción de “ninguna de las anteriores”, la primera vez en la historia electoral de Indonesia.
La repetición de la elección se llevó a cabo en 2020, con Pomanto y Munafri compitiendo nuevamente junto a otras dos fórmulas de candidatos. Pomanto ganó la elección de 2020 con el 41 por ciento de los votos, asegurando así un segundo mandato.